# Stykkishólmur
Stykkishólmur és una població d'Islàndia situada al municipi de Sveitarfélagið Stykkishólmur que es troba a la banda nord de la península de Snæfellsnes, a la regió de Vesturland. La ciutat és un centre de serveis i comerç de la península.

## Descripció
El municipi té una extensió de 253,4 km² i una població de 1.285 habitants a primer de gener de 2025.
Els principals sectors econòmics són la pesca i el turisme. Un servei de ferri connecta Stykkishólmur amb Brjánslækur a través del Breiðafjörður. Davant la costa de Stykkishólmur es troba l'illot rocós de Súgandisey, coronat per un petit far. També es coneix com a Stykkið ("El Tros") i està connectat al continent per una calçada. Des de Stykkishólmur s'organitzen creuers pel fiord i cap a l'illa de Flatey, entre altres destinacions. A prop també s'hi troba la península de Þórsnes, un lloc important del període de les sagues, amb la muntanya Helgafell (no s'ha de confondre amb el volcà del mateix nom a les illes Westman) i el lloc d'enterrament de Guðrún Ósvífursdóttir, personatge principal de la saga de Laxdœla.

## Història
Al segle XVI, aquesta població, que compta amb un port ben protegit, va formar part de la Lliga Hanseàtica, igual que Ísafjörður, Rif, Arnarstapi i Flatey. La casa més antiga de Stykkishólmur és Norska húsið ("La Casa Noruega"), construïda al voltant de 1832 per Árni Þorlacius, que va heretar els drets comercials del seu pare. A partir d'aquell moment, Árni va donar a la ciutat un impuls per al creixement i la prosperitat. Árni, però, és més conegut pels islandesos per les seves observacions i informes meteorològics del 1845. Stykkishólmur compta amb l'estació meteorològica més antiga d'Islàndia.
El port va ser utilitzat pels islandesos que emigraven cap a l'Amèrica del Nord entre el 1870 i 1914 amb un total de 500 persones.

## Llocs d'interès
- Visible des de gran distància es troba l'edifici més impressionant de Stykkishólmur, l'església evangèlica luterana de formigó blanc de l'arquitecte Jón Haraldsson, inaugurada el 1990.
- L'antiga església d'Aðalgata, al carrer principal, data del 1878 i ha estat restaurada.
- L'antiga biblioteca de la ciutat ha estat restaurada com a sala pública i conté una instal·lació de l'artista americana Roni Horn.

## Ciutats agermandades
Stykkishólmur manté una relació d'agermanament amb les següents ciutats:
- Drammen (Noruega)
- Kolding (Dinamarca)
- Lappeenranta (Finlàndia)
- Örebro (Suècia)